# Captain Beefheart
Don Glen Vliet, conhecido por Don Van Vliet ou Captain Beefheart (Glendale, 15 de janeiro de 1941 - 17 de dezembro de 2010), foi um pintor e músico estadunidense.
Seu trabalho musical tinha o acompanhamento de um grupo rotativo de músicos chamado Magic Band, que esteve ativo desde o meio dos anos 60 até o início dos anos 80. Van Vliet era principalmente um cantor, mas também tocava harmônica, e ocasionalmente tocava saxofone de uma forma barulhenta, sem didática, num estilo free jazz. Suas composições são caracterizadas pela estranha mistura de marcações de tempo inusitadas e pelas letras surrealistas, enquanto Van Vliet é lembrado como um ditador rude em relação aos seus músicos, e também pelo seu relacionamento enigmático com o público.
Van Vliet se uniu a recém-formada Magic Band em 1965, logo assumindo o cargo de líder. A sonoridade do grupo tinha raízes no blues e no rock, mas Captain Beefheart & The Magic Band adotou uma linha mais experimental. Em 1969 foi lançado o disco mais conhecido do grupo, Trout Mask Replica, que foi produzido por Frank Zappa, amigo de infância de Van Vliet. O disco hoje é visto como uma obra-prima revolucionária e altamente influente. Van Vliet lançou vários discos no decorrer da década de 1970, com várias mudanças na formação da Magic Band e com praticamente nenhum sucesso comercial. No fim da década de 1970 a formação estabilizou com um grupo de músicos jovens, com uma derradeira série de três discos com grande sucesso de crítica. O legado de Van Vliet é de más vendas, mas sua música possui muitos admiradores, e inclusive teve grande influência nos movimentos punk e New Wave.
Desde o fim de sua carreira musical em 1982, Van Vliet fez poucas aparições em público, preferindo uma vida tranquila na sua casa no Deserto de Mojave, e concentrando-se na sua carreira como pintor. Seu interesse por arte vinha desde sua infância, quando já demonstrava aptidão para escultura. Sua arte é denominada como "abstrata-expressionista estética neo-primitiva", e tem recebido bom reconhecimento internacional.
Captain Beefheart faleceu na Califórnia, na sexta-feira, dia 17 de dezembro de 2010, aos 69 anos de idade, em decorrência à esclerose múltipla.

## Discografia
- Safe as Milk (1967)
- Strictly Personal (1968)
- Trout Mask Replica (1969)
- Lick My Decals Off, Baby (1970)
- Mirror Man (Captain Beefheart album)|Mirror Man (1971)
- The Spotlight Kid (1972)
- Clear Spot (1972)
- Unconditionally Guaranteed (1974)
- Bluejeans & Moonbeams (1974)
- Shiny Beast (Bat Chain Puller) (1978)
- Doc at the Radar Station (1980)
- Ice Cream for Crow (1982)